# Толай
Толай (нім. Tholey) — громада в Німеччині, знаходиться в землі Саар. Входить до складу району Занкт-Вендель.
Площа — 57,56 км2. Населення становить 11 917 ос. (станом на 31 грудня 2021).